# Герб Подольского воеводства
Герб Подольского воеводства (пол. Herb województwa podolskiego) — официальный символ Подольского воеводства Речи Посполитой.
В 1362 году Ольгерд присоединил к своим владениям Подольскую землю. После 1416 года Подолье было разорено татарами. В 1434 году из земель Подолья, присоединенных к Королевству Польскому, было создано воеводство в составе Малопольской провинции.

## Описание
Согласно «Клейнодам Королевства Польского» Яна Длугоша, гербом Подольской земли было солнце на червлёном поле. Однако на практике на рисунках и в описаниях герб выглядел иначе: на серебряном поле золотое солнце (как, например, в гербовнике «Гербы Рыцарства Польского» Б. Папроцкого и «Польском гербовнике» Каспера Несецкого).

В 1434 году Владислав III, король Польши на Сейме своей коронации, приравнял к польскому дворянству присоединённую территорию Польши во всех привилегиях и свободах, и с этого времени Подольское воеводство вместе с Русcким в польском сенате сидит. Герб его — золотое солнце в белом поле.— Из гербовника Каспера Несецкого

## История
Некоторые исследователи утверждают, что Летописные материалы о Подолье конца XII столетия уже говорят о его символе — золотое солнце.
Достоверно первое письменное упоминание о солнце, как территориальной символике Подольской земли, приходится на начало XV века. В хронике польского историка Яна Длугоша в рассказе о Грюнвальдской битве 1410 года перечислены все полки, которые принимали в ней участие с польско-литовской стороны, а также хоругви, под которыми они воевали. Я. Длугош, в частности, отмечал: «Семнадцатая, восемнадцатая и девятнадцатая — земли Подольской, которая имела три флага из-за (большой) численности свого населения. Каждый из них имел солнечный лик на красном поле». Издатели хроники Я. Длугоша считали его показания относительно красного цвета поля, на котором изображено Солнце, обычной опиской и в примечании лаконично утверждали: «надо читать “белое”». Следующие свидетельства о герб Подолья в книгах Александра Гваньини «Хроника европейской Сарматии» (1578) и Бартоша Папроцкого «Гнездо добродетели...» (1578) и «Гербы рыцарства польского» (1584 г.).
В 1672 году в Посольском приказе разработана «Большая государева книга, или Корень российских государей» («Титулярник») царя Алексея Михайловича, где также изображено солнце, только над солнцем добавлен крест.
В результате второго раздела Польши в 1793 году Подолье вошло в состав Российской империи. В 1795 году образовано Подольское наместничество, которому необходим был герб. Согласно сложившимся правилам западноевропейской геральдики не позволялось при создании герба наносить металл на металл. Поэтому в гербе наместничества повторялся герб из Титулярника, но фон под солнцем был определён лазуревым: «в золотом щите российский императорский двуглавый орёл, в лазуревом нагрудном щитке серебряный крест и золотое солнце».

## Галерея

Современная реконструкция хоругви Подолья 1410 года
Герб воеводства со Статута Лаского, 1506
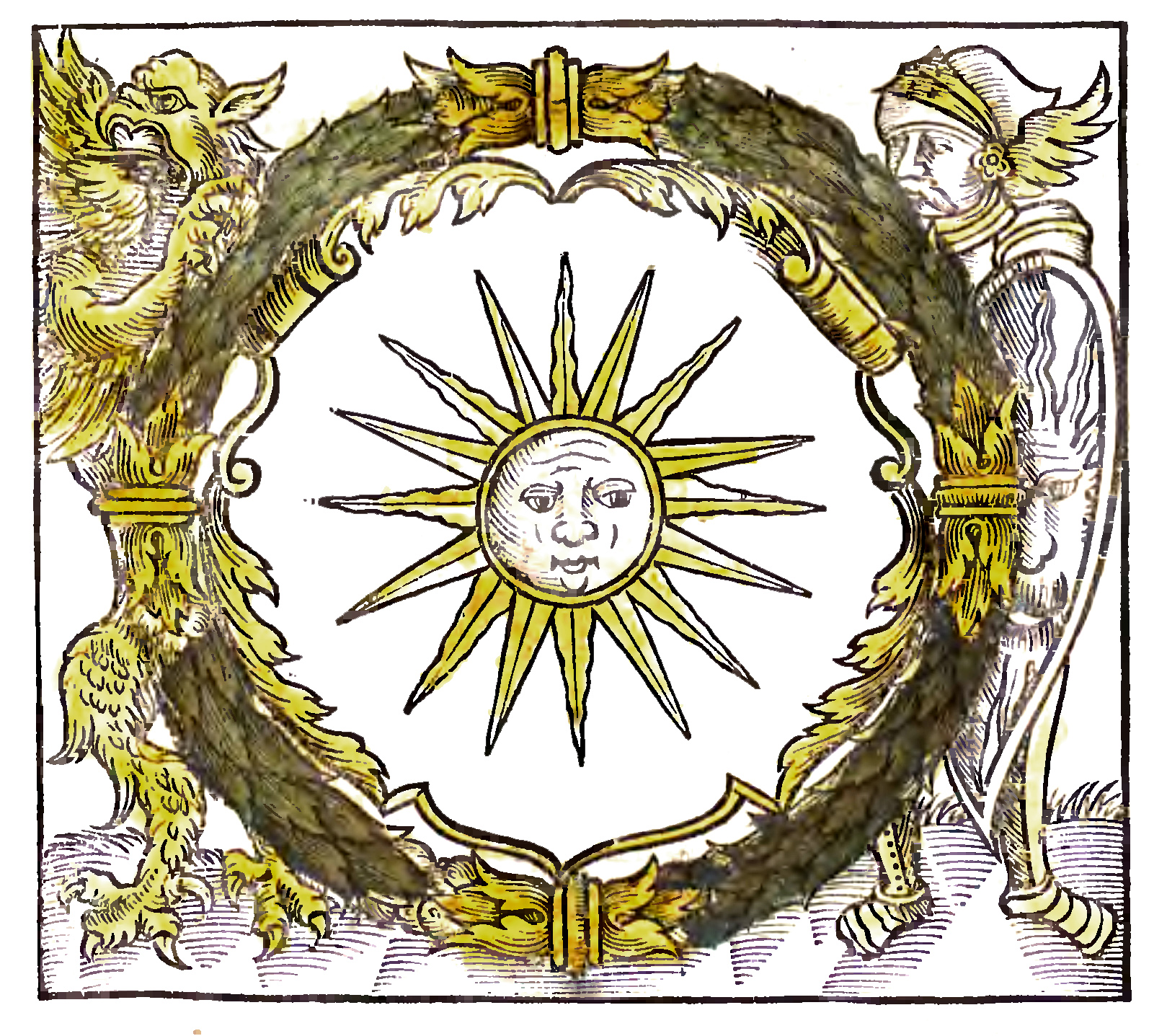
Изображение герба  из книги А. Гваньини. 1578 г.
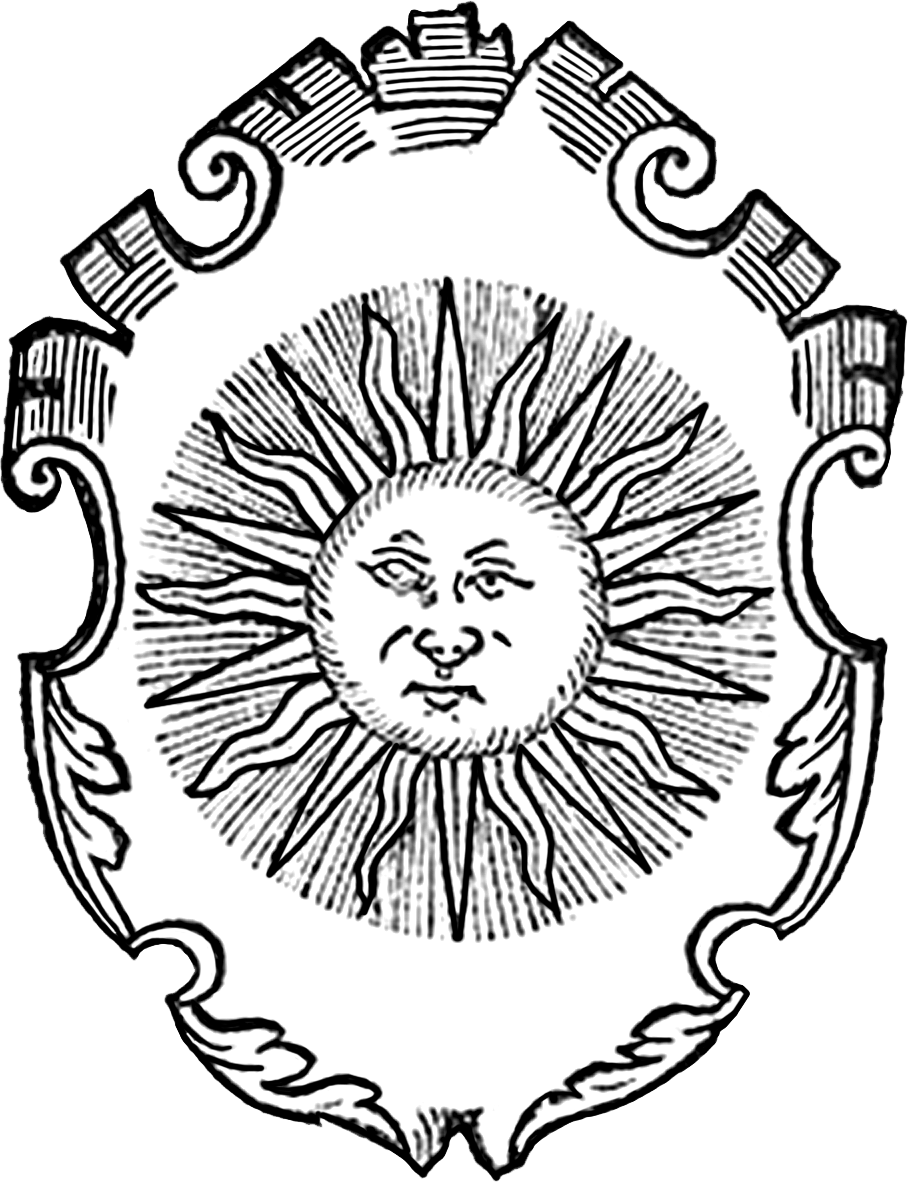
Герб из книги Б. Папроцкого «Гнездо добродетели...» 1578 г.
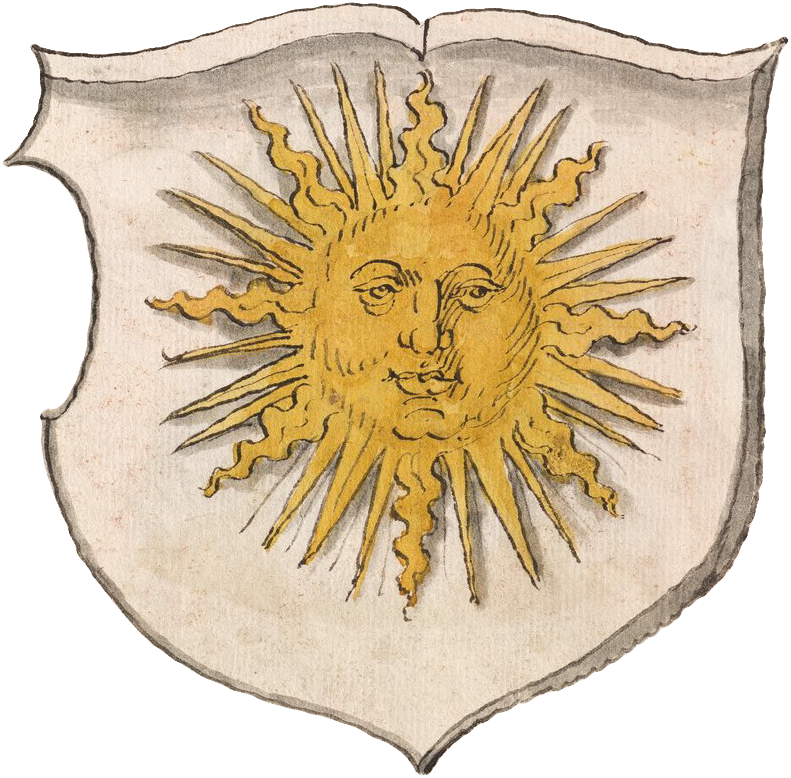
Герб Подольской земли. XVI век
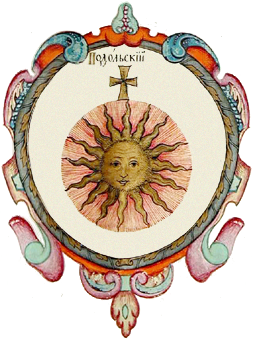
Герб Подолья из Царского титулярника 1672 г.
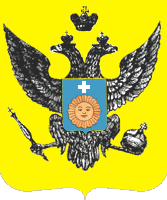
Герб Подольского наместничества 1796 г.
Герб Подольской губернии 1856 г.